# Hamid Rahimi
Hamid Rahimi – irański zapaśnik w stylu klasycznym. Srebrny medalista na mistrzostwach Azji w 1987 roku. Startował w kategorii 68 kg.